# Jiaokou
Jiaokou (交口县,  Jiāokǒu Xiàn) ist ein chinesischer Kreis, der zum Verwaltungsgebiet der bezirksfreien Stadt Lüliang im mittleren Westen der Provinz Shanxi gehört. Er hat eine Fläche von 1.258 km² und zählt 95.313 Einwohner (Stand: Zensus 2020). Sein Hauptort ist die Großgemeinde Shuitou (水头镇).

## Administrative Gliederung
Auf Gemeindeebene setzt sich der Kreis aus vier Großgemeinden und drei Gemeinden zusammen. 